# Agnetz, Oise
 Agnetz  là một xã thuộc tỉnh Oise trong vùng Hauts-de-France phía bắc Pháp. Xã này nằm ở khu vực có độ cao trung bình 61 mét trên mực nước biển.